# Михаило Зубовић
Михаило витез Зубовић (Врело, Кореница, 1832 — Загреб, 15. јануар 1913) био је домобрански мајор, народни посланик и добротвор.

## Биографија
Отац му је био граничарски наредник. Каријеру је започео као граничарски официр, а потом је ступио у домобранство. Био је професор на домобранској војној академији у Пешти. Носилац је титуле витез железне круне трећег реда, медаље за заслуге на црвеној траци, јубилејске медаље и јубилејског крста.
Главни је покретач и оснивач Српске штедионице у Загребу. До 1906. године био је коренички народни заступник у Хрватском сабору. У време оснивања Српске банке прихватио је и весплатно обављао дужност благајника оснивачког одбора. Изабран је за председника Надзорног одбора Српске банке, као и за доживотног члана Извршног одбора. Један је и од оснивача и члан управног одбора Савеза српских земљорадничких задруга. Као велики добротвор поклонио је 1912. године Српском привредном друштву Привредник двоспратну кућу у Загребу. Био је члан Патроната Привредникових добротвора. Био је присталица Куенове Народне странке.